# Gevorg Emin
Gevorg Emin (em armênio/arménio:  Գևորգ Էմին, pseudónimo de Karlen Muradyan: 30 de setembro de 1919 – 11 de junho de 1998), foi um poeta, ensaísta e tradutor arménio.

## Biografia

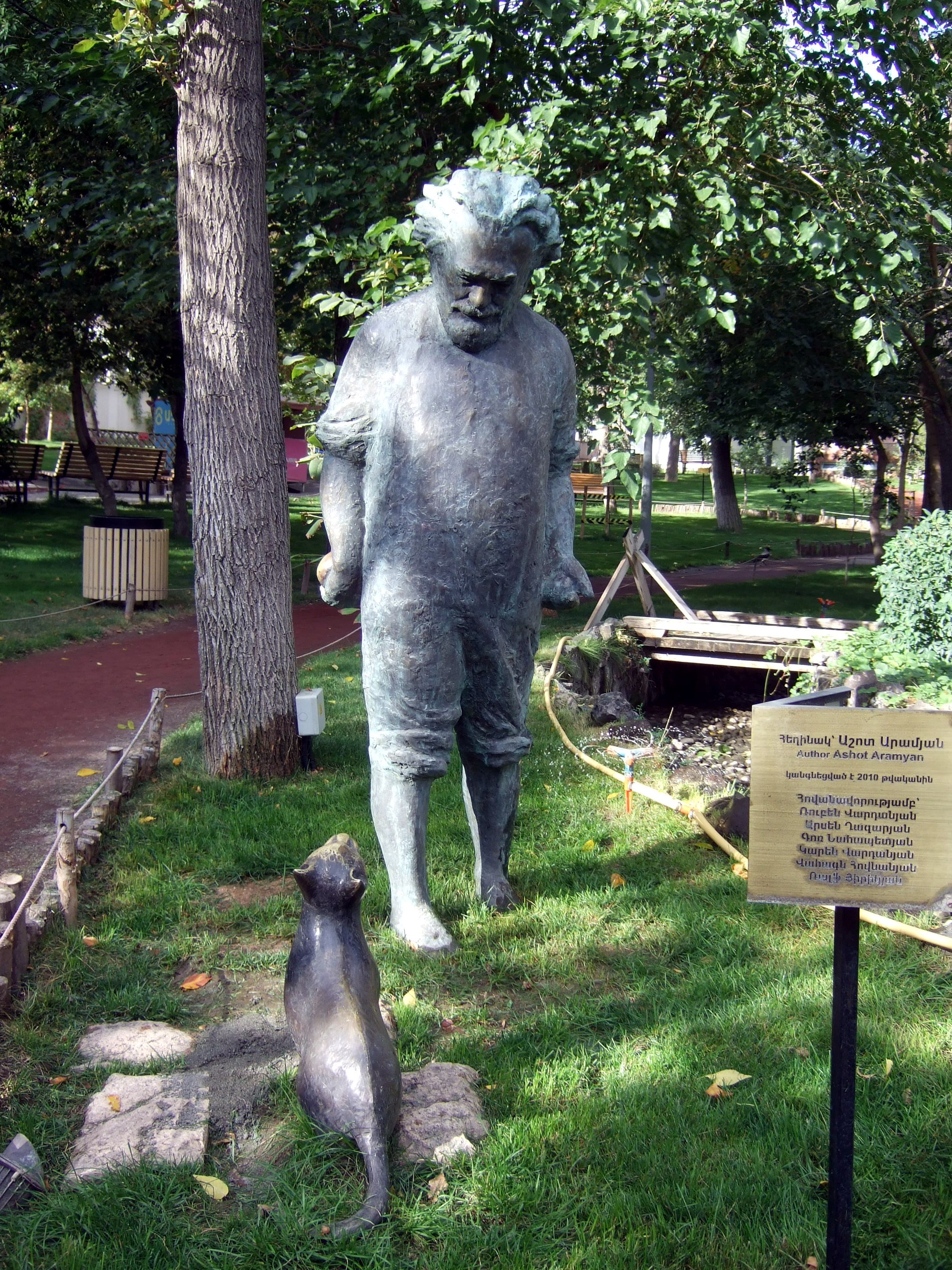
Estátua de Gevorg Emin no Parque dos Enamorados de Yerevan.

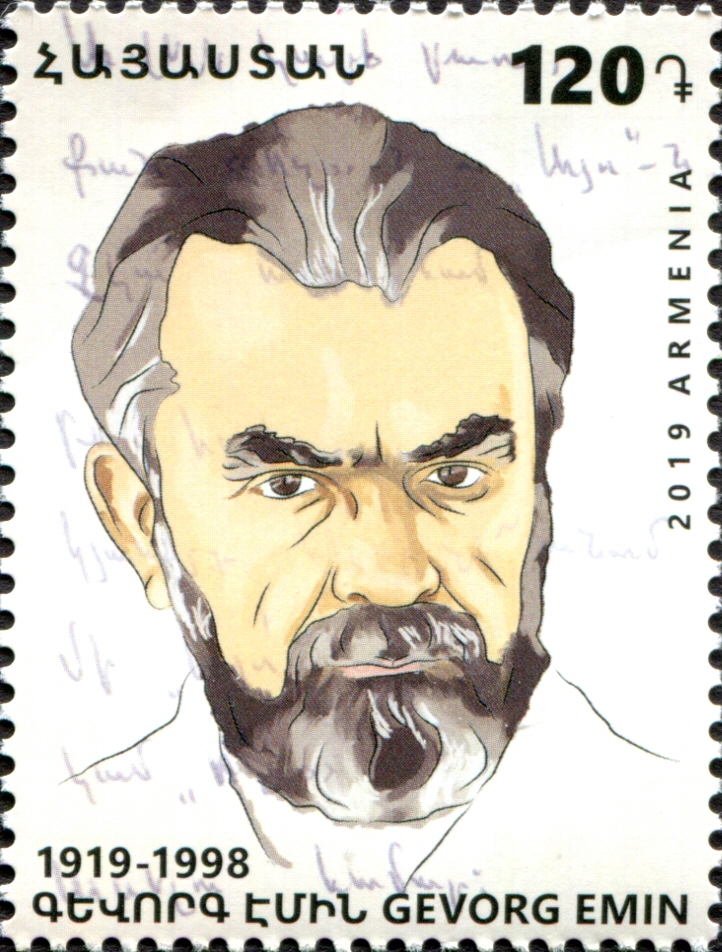
Emin num selo arménio de 2019.

Karlen Muradyan nasceu em 30 de setembro de 1919 em Ashtarak, numa família de funcionários públicos.
Em 1936-1940 estudou no Instituto Politécnico Karl Marx em Yerevan. Os seus trabalhos foram publicados em 1938. Formado em engenharia hidrotécnica, trabalhou na construção de barragens em 1941-1942. Mobilizado no Exército Vermelho em 1942-1944, participou em operações militares na Frente Oriental. Ingressou no PCUS em 1953.
Em 1956, formou-se em cursos superiores de literatura organizados na União dos Escritores Soviéticos. Em 1969-1972 foi editor-chefe da revista literária Literaturnaya Armenya. Traduz para o idioma arménio algumas obras de Vladimir Mayakovsky, Marina Tsvetaïeva, Sergey Essenin, Boris Pasternak, Yevgeny Yevtushenko, Andrey Voznessensky, Rasul Gamzatov, e Louis Aragon, bem como o romance de Erich Maria Remarque Um tempo para viver, um tempo para morrer.
Morreu em 1998 em Yerevan.